# Ямал (космический аппарат)
Яма́л — общее название геостационарных спутников связи и непосредственного телевещания, принадлежащих АО «Газпром космические системы» (ГКС).
Спутники серий Ямал-100 и Ямал-200 были разработаны и изготовлены РКК «Энергия» на основе Универсальной космической платформы. Спутники Ямал-300К  на базе космической платформы Экспресс-1000 с использованием японской нагрузки фирмы Sumitomo и Ямал-401 базе платформы Экспресс-2000 изготовлены в ОАО ИСС, КА Ямал-402 (платформа Спейсбас 4000 С3) и Ямал-601 (платформа Спейсбас 4000 С4) изготовлены французской компанией «Thales Alenia Space».

## Ямал-100 и Ямал-200
Ямал-100 и Ямал-200 — первые российские спутники связи, выполненные в негерметичном модульном исполнении, что позволяет достичь срока активного существования в 12—15 лет. Спутники состоят из отсека полезной нагрузки, отсека служебных систем и крепящейся к нему электроракетной двигательной установки (ЭРДУ).

### Отсек служебных систем
В отсеке служебных систем (ОСС) находятся бортовой комплекс управления, система электропитания, а также система, обеспечивающая допустимый тепловой режим в течение всего срока эксплуатации. На ОСС снаружи крепятся две четырёхсекционные панели солнечных батарей (СБ), которые снабжают спутник электроэнергией мощностью 4080 Вт (в начале срока активной эксплуатации (САС)) и 3400 Вт (в конце САС).
Бортовая вычислительная машина, установленная в ОСС, объединяет все служебные системы в единый бортовой комплекс управления (БКУ). Кроме того, ОСС содержит все необходимые системы, обеспечивающие работу и контроль полезной нагрузки аппарата и всего спутника в целом: систему энергоснабжения, оборудование командной радиолинии, телеметрии, двигательную установку коррекции, систему управления движением и навигацией, а также систему терморегулирования. Номинальная выходная мощность системы электроснабжения «Ямала-200» составляет 2800 Вт; мощность, выделяемая для электропитания полезной нагрузки, — 2000 Вт.
Модуль ЭРДУ крепится к верхней части ОСС. С помощью ЭРДУ обеспечивается точность ориентации осей спутника ±0.1° и точность коррекции по широте и долготе ±0.1°.

### Отсек полезной нагрузки
Отсек полезной нагрузки (ОПН) включает в себя приемные и передающие антенны и ретрансляционную аппаратуру спутника. ОПН выполняется в оптимальных размерах для установки целевой аппаратуры полезной нагрузки, которая крепится на его внешней и внутренней поверхностях. Полезная нагрузка КА «Ямал-200» построена на основе комплектующих компаний Alcatel и Alenia Spazio. На КА «Ямал-201» установлены 15 транспондеров C- и Ku-диапазонов. КА «Ямал-202» несёт 18 транспондеров С-диапазона.
Спутники «Ямал» были выведены на орбиту по двое с помощью РН Протон-К с разгонным блоком ДМ. Первый пуск в конце 1999 года был частично успешным — после отделения один из «Ямалов» не вышел на связь. Второй пуск 24 ноября 2003 года был выполнен без замечаний.

### Состояние группировки спутников Ямал-100 и Ямал-200
- Ямал-101 — потерян во время запуска 6 сентября 1999 года: наземные станции слежения не смогли установить связь со спутником. Наиболее вероятной причиной случившегося считается разряд батарей спутника из-за механического нарушения контактов или несанкционированного включения дополнительных нагрузок[4]. Страховое возмещение в 50,5 млн долларов выплатила страховая компания «СОГАЗ»[5].

- Ямал-100 — 9 августа 2010 года после выработки технического ресурса был выведен из эксплуатации[6];
- Ямал-200 — Ямал-201 выведен из эксплуатации вследствие технического сбоя в июне 2014 года[7];
- Ямал-202 после 16-ти лет эксплуатации в орбитальной позиции 49° в.д. переведён в позицию 163.5° в.д.[8].

## Ямал-300К
Первоначально в серии "Ямал-300" должно было быть два спутника - Ямал-301, для замены Ямал-201 в позиции 90° в. д., и Ямал-302 для работы в позиции 55° в. д. Контракт на производство этих спутников был заключен в августе 2005 года с РКК "Энергия". Впоследствии контракт с "Энергией" был расторгнут. За изготовление нового спутника для ОАО «Газпром космические системы» взялось  ОАО «Информационные спутниковые системы» имени академика М.Ф. Решетнёва». Уже закупленная полезная нагрузка обоих спутников была размещена на одном аппарате, созданном на космической платформе Экспресс-1000. Спутник получил название «Ямал-300К». Позволяет судам работать в сети со скоростью до 10 Мбит/с на прием и 1 Мбит/с на передачу.
По сравнению с предыдущими спутниками ГКС «Ямал-300К» отличается повышенной энергетикой. Мощность, выделяемая платформой «Экспресс-1000» для питания бортового ретрансляционного комплекса, составляет 5600 Вт. Полезная нагрузка, разработанная японской компанией Sumitomo, включает 29 транспондеров диапазонов C и Ku. Спутник был запущен 3 ноября 2012 года с космодрома Байконур с помощью РН «Протон-М» в паре со спутником «Луч-5Б» и установлен в орбитальную позицию 90° в.д.  В мае 2015 года «Ямал-300К» был переведен в позицию 183° в.д. (или, что то же самое, 177° з.д.), а на позиции 90° в. д. его заменил спутник «Ямал-401».

## Ямал-400
Спутники серии Ямал-400 отличаются ещё более повышенной энергетикой, до 11 кВт выделяемых для полезной нагрузки и позволяют судам работать в сети со скоростью до 10 Мбит/с на прием и 1 Мбит/с на передачу
Спутник Ямал-401 массой 3150 кг изготовлен в ОАО «Информационные спутниковые системы» имени академика М.Ф. Решетнёва» на базе космической платформы Экспресс-2000 и запущен 15 декабря 2014 с помощью РН «Протон-М» с РБ «Бриз-М» на геостационарную орбиту в орбитальную позицию 90°в.д.
Спутник Ямал-402 массой 5250 кг изготовлен французской компанией Thales Alenia Space на базе космической платформы Спейсбас 4000 С3 и запущен 8 декабря 2012 с помощью РН «Протон-М» с РБ «Бриз-М» на геопереходную орбиту. По состоянию на 9 января 2013 успешно выведен на геостационарную орбиту с применением собственных двигателей.

## Ямал-500
В 2014 запуск Ямал-501 планировался на 2017-й год, спутник связи с орбитальной позицией 81.75°в.д., мощностью полезной нагрузки 12 кВт, работающий в частотных диапазонах Ku, Kа в течение 15-ти лет с количеством эквивалентных транспондеров в 448 шт.
В 2020 генеральный директор "Газпром космические системы" сообщил, что Ямал-501 будет запущен в 2024, а Ямал-502 в 2025 годах. Всего, включая эти два спутника планируется запустить 8 спутников до 2035 года.
На апрель 2023 года на сайте Газпром-СПКА указано, что Ямал-501 будет запущен в 2026 году и срок его жизни составит 10 лет, а Ямал-502 запустят в 2028 году и срок его жизни составит 15 лет.

## Ямал-601
30 мая 2019 года в 20:42 МСК с космодрома Байконур состоялся пуск ракеты-носителя Протон-М с разгонным блоком Бриз-М, который после отделения от третьей ступени ракеты вывел на геопереходную орбиту российский телекоммуникационный спутник Ямал-601, изготовленный подразделением французской компании «Thales Alenia Space» по заказу российской компании АО «Газпром космические системы». 4 июня 2019 года стало известно о проблемах с двигательной установкой спутника, которые могли привести к корректировке программы при довыведении спутника на целевую геостационарную орбиту. 24 июня 2019 года аппарат вышел на запланированную орбиту и установлен в орбитальную позицию 48,8 градуса восточной долготы для проведения лётных испытаний. 19 июля 2019 года спутник ввели в эксплуатацию, переведя на него все сети со спутника Ямал-202.

## Планируемые к запуску в рамках проекта "Сфера"
Планируется запуск двух спутников в период до 2030 года, Ямал-501 должен быть запущен в 2024 году вместо Ямал-402, у которого к тому времени закончится топливо. Ямал-502 будет запущен в 2025. Однако, т.к. данные спутники должны были быть созданы на производстве, которое помогали строить итальянцы и французы в г. Щёлково, Московская область и на 29.09.2022 смонтирована только линия проверки и тестирования спутников - есть риск того, что ОАО «Информационные спутниковые системы» имени академика М.Ф. Решетнёва» придётся создавать Ямал-501. Генеральный директор АО «Газпром космические системы» Дмитрий Николаевич Севастьянов планирует завершить строительство завода, а уже к концу 2022 года новоселье справят работники конструкторского бюро и некоторые рабочие завода.
На 2023 год до 2035 года планируется запустить 8 спутников серии Ямал, включая Ямал-501 и Ямал-502. Скорректированы даты запуска Ямал-501 на 2026-й год и Ямал-502 на 2028 год.

## Список запусков
| 1  | Ямал 101  | 06.09.1999 | 1999-047A | 25896 | на орбите. Потерян во время запуска |
| 2  | Ямал 102  | 06.09.1999 | 1999-047B | 25897 | на орбите. Выведен из эксплуатации  |
| 3  | Ямал 202  | 24.11.2003 | 2003-053A | 28089 | на орбите                           |
| 4  | Ямал 201  | 24.11.2003 | 2003-053B | 28094 | на орбите. Выведен из эксплуатации  |
| 5  | Ямал 300К | 02.11.2012 | 2012-061B | 38978 | на орбите                           |
| 6  | Ямал 402  | 08.12.2012 | 2012-070A | 39022 | на орбите                           |
| 7  | Ямал 401  | 15.12.2014 | 2014-082A | 40345 | на орбите                           |
| 8  | Ямал 601  | 30.05.2019 | 2019-031A | 44307 | на орбите                           |
| 9  | Ямал-501  | 2026       |           |       | замена Ямал-402, перепроектируется  |
| 10 | Ямал-502  | 2028       |           |       | проектируется                       |